# Chvalský rybník
Chvalský rybník (také rybník Chvaly) je vodní plocha nacházejícíc se v pražských Chvalech (Horní Počernice) na potoce Chvalka. Je přibližně čtvercového charakteru. Voda do něj přitéká potokem ze severu a odtéká stavidlem a přepadem na jih, kde se nachází bývalý Chvalský mlýn. Po jeho hrázi vede ulice Slatiňanská. Rybník vznikl před rokem 1869.

## Galerie

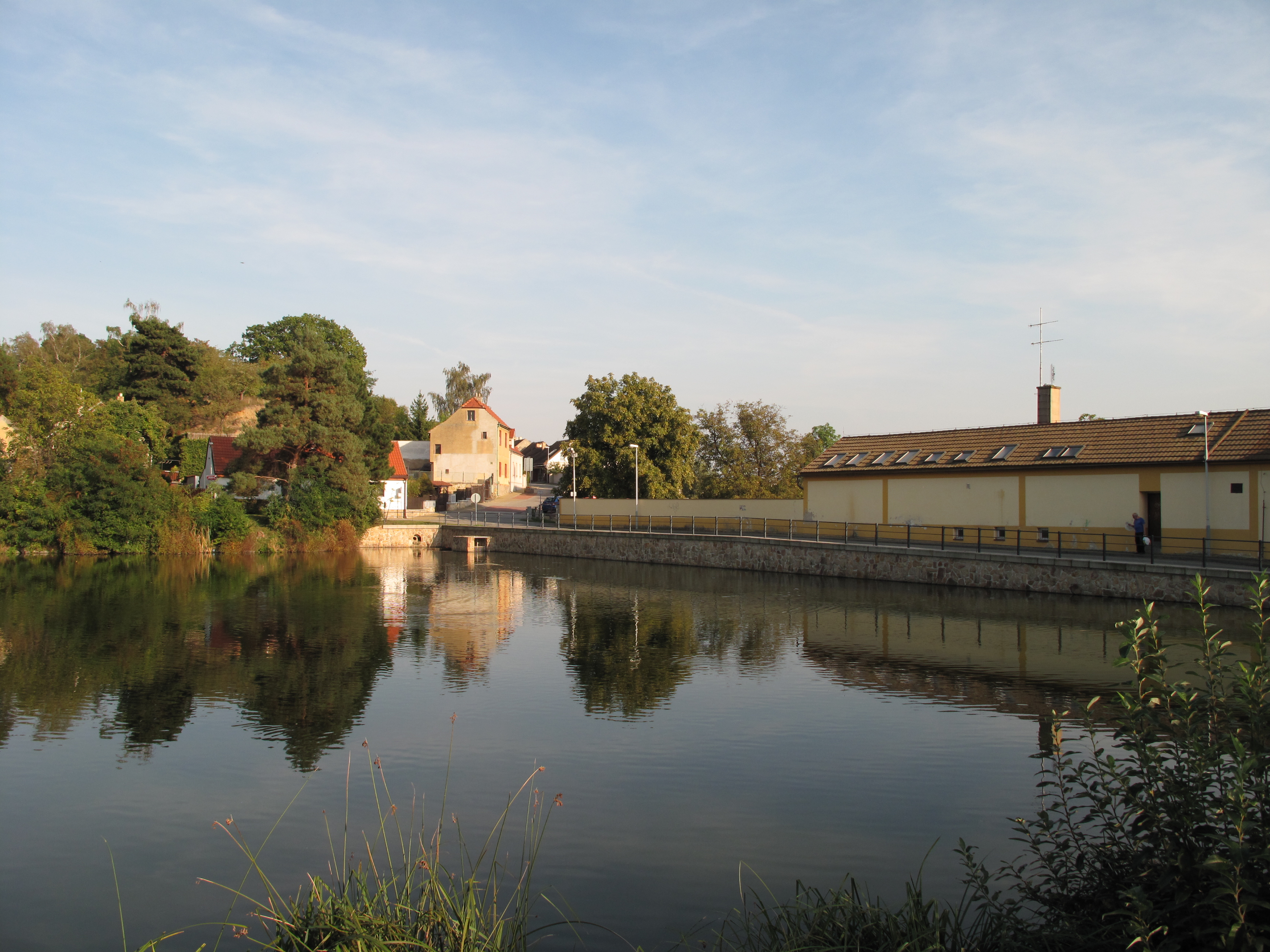
Hráz
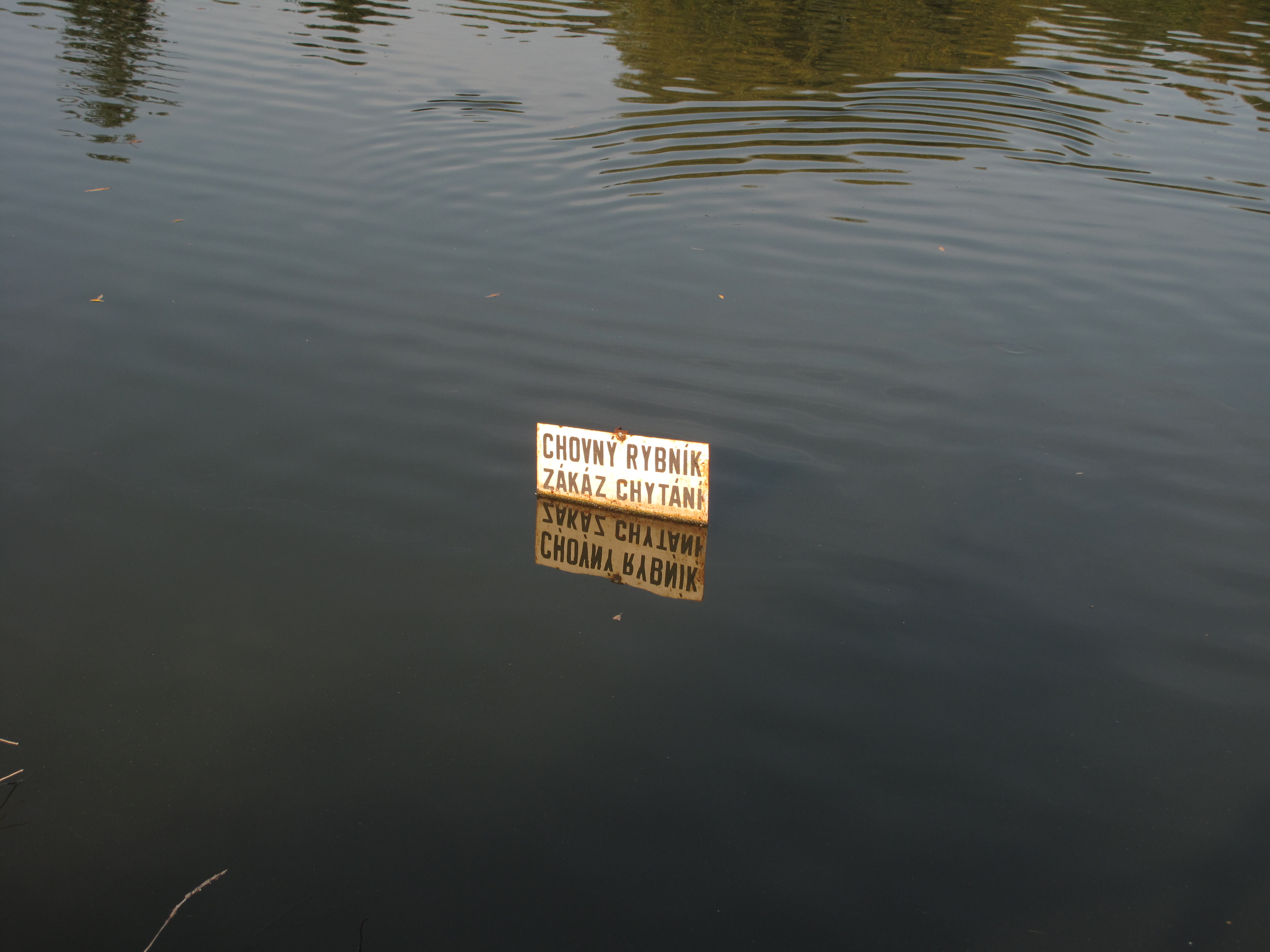
Cedule
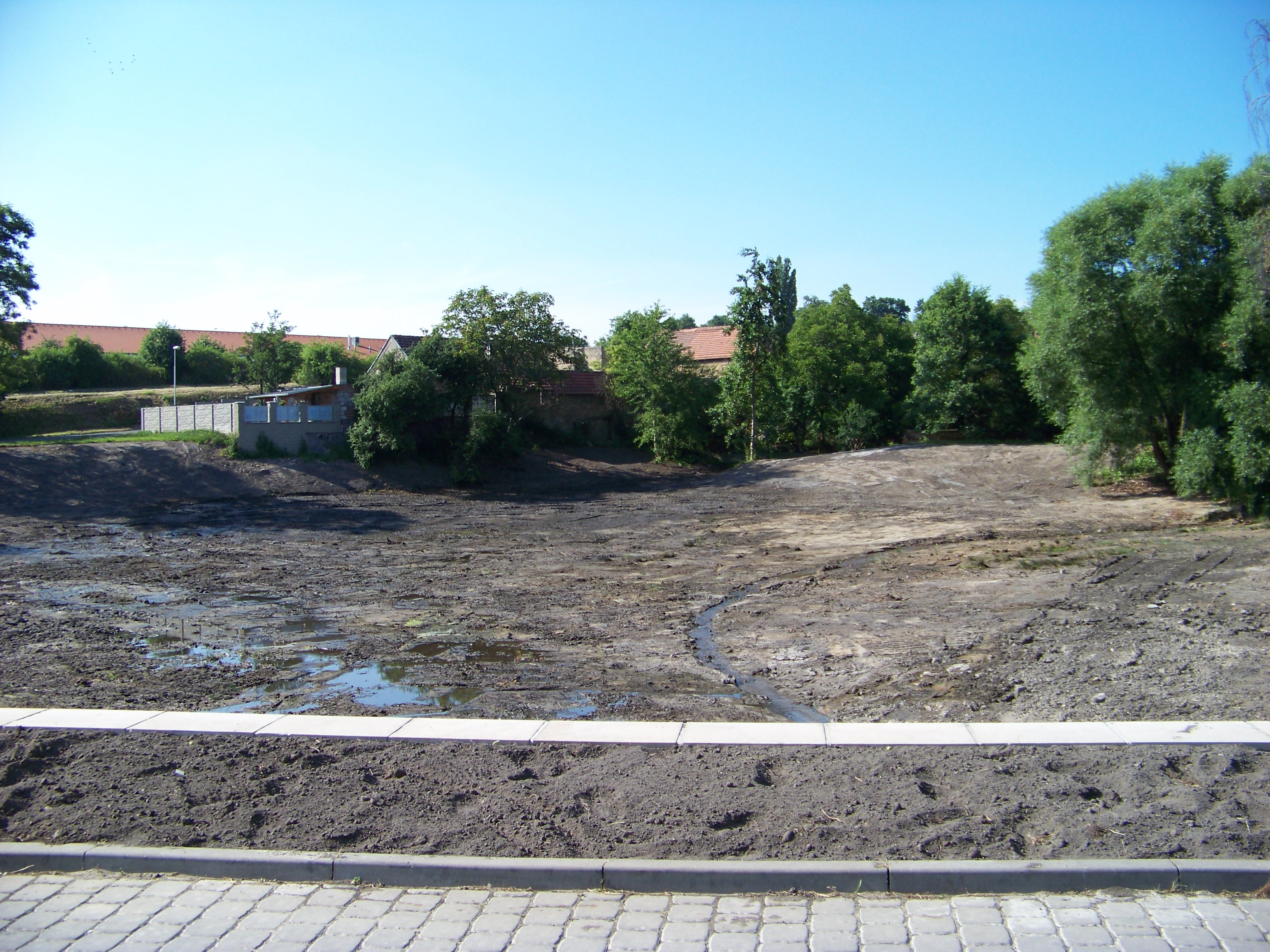
Revitalizace (2013)